# Mima Ito
Mima Ito (en japonès: 伊藤 美誠 Itō Mima; Iwata, Shizuoka, 21 d'octubre de 2000) és una jugadora de tennis de taula japonesa.
El 26 de juliol de 2021 va guanyar juntament amb Jun Mizutani la medalla d'or als Jocs Olímpics d'Estiu de 2020 celebrats a Tòquio l'any següent per culpa de la pandèmia de COVID-19 a la categoria de dobles mixtos de tennis de taula. Anteriorment, quan només tenia 15 anys, s'havia endut una medalla de bronze als Jocs Olímpics d'Estiu de 2016 de la competició per equips femenins.